# Green Hell (computerspel)
Green Hell is een survival-computerspel uit 2019 van Creepy Jar. Het speelt zich af in het Amazoneregenwoud.

## Versies
Het spel werd in eerste instantie uitgebracht voor Windows in september 2019. Een versie voor Nintendo Switch werd uitgebracht in oktober 2020 en versies voor PlayStation 4 en Xbox One in juni 2021. Het spel werd in augustus 2024 beschikbaar gesteld voor PlayStation 5 en Xbox Series X/S. Op 3 september 2024 was het spel uitontwikkeld, de laatste update van het spel bracht onder andere een aantal decoratieve functies.
Een prequel op de originele release, getiteld Spirits of Amazonia Part 1, werd uitgebracht op 28 januari 2021. Part 2 werd uitgebracht op 22 juni 2021 en Part 3 op 14 december 2022.

## Verhaal
Het verhaal draait om antropoloog Jake Higgins, die wakker wordt in het oerwoud langs de Amazone rivier. Hij probeert zichzelf vertrouwd te maken met de omgeving, om te overleven en zijn vrouw Mia te vinden. Zij raakte vermist na een soloreis om contact te maken met een nabijgelegen stam. Ze is taalkundige en wil diplomatieke contacten beginnen met de ongerepte inheemse Yabahuaca-bevolking. Het verhaal wordt verteld vanuit het perspectief van Jake. Hij merkt dat zijn vrouw in gevaar is, en zijn enige verbinding met haar is via de radio. Tijdens zijn expeditie wordt Jake niet alleen geconfronteerd met de gevaren van de jungle op zich, maar ook met een splintergroep van de Yabahuaca, de Waraha. Dit zijn leden van de oorspronkelijke stam die besloten om geweld te gebruiken tegen de onderzoekers.
Een optionele modus in de game is een verhaallijn die draait om de zoektocht naar Jakes vermiste vrouw.

## Spelverloop
De game kan worden gezien als een open-world simulatie. Het wordt gespeeld vanuit first-person perspectief, in singleplayer-modus of in coop multiplayer.
Het begin van de game is in een afgelegen kamp in het oerwoud met weinig perspectief. De speler moet overleven door onder andere grondstoffen en voedsel te verzamelen. Ook is het bijvoorbeeld nodig om schuilplaatsen en wapens maken, met allerlei materialen die moeten worden verzameld. De speler moet uitgebalanceerd eten, met behulp van een smartwatch. Die geeft onder andere inzicht in de voedingsstoffen die de speler mist door te waarschuwen bij bepaalde tekorten. Ook vuur maken en drinkwater opvangen is noodzakelijk. De speler moet ook voldoende slapen, de nodige hygiëne niet vergeten en de gezondheid in de gaten houden. Dat kan bijvoorbeeld door contact met giftige dieren of schadelijk voedsel te vermijden en door verwondingen te voorkomen. Ook kan de speler onder andere medicijnen maken om zichzelf te kunnen genezen bij allerlei aandoeningen. Een kompas en GPS dienen als hulpmiddelen voor navigatie.

## Ontvangst
Green Hell werd door recensenten goed ontvangen. In juni 2024 was het spel volgens de ontwikkelaars in totaal 6 miljoen keer verkocht.

### Nominaties
Het spel werd genomineerd voor de Central & Eastern European Game Awards 2019 in de categorieën Beste spel en Beste ontwerp.